# Die Büste des Kaisers
Die Büste des Kaisers ist eine Novelle von Joseph Roth, die zuerst im Dezember 1934 unter dem Titel Le buste de l’empereur in einer Übersetzung von Blanche Gidon (* 1930) erschien und vom 27. Juli bis 1. August 1935 in der deutschsprachigen antifaschistischen Tageszeitung Pariser Tageblatt abgedruckt wurde. Das Werk erschien 1964 bei Kiepenheuer & Witsch in Köln.

## Inhalt

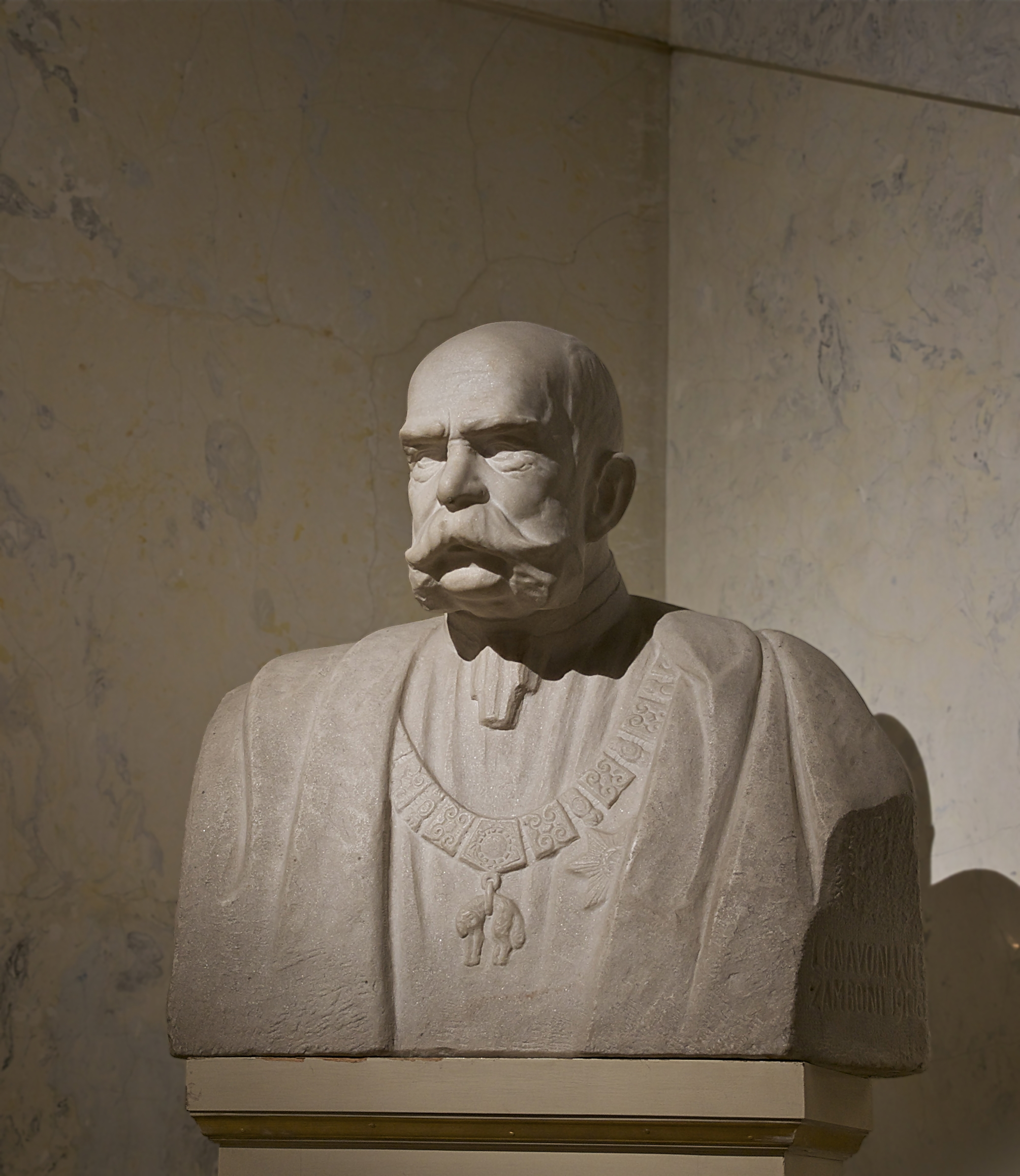
Die Büste des Franz Joseph I. im Treppenhaus der Hofburg

Die Einwohner des ostgalizischen Dorfes Lopatyny – zwischen Przemysl und Brody gelegen – achten und lieben ihren Grafen Franz Xaver Morstin. Haben sie doch allen Grund dazu. Denn Hilfsbereitschaft für Bedürftige ist die einzige Zerstreuung des Adligen. Aus altem polnischen Geschlecht stammend – mit Wurzeln in Italien – fühlt sich der Graf weder als Pole noch als Italiener, sondern als Österreicher, also als „übernationaler Mensch“. Wenn jemand aus der adeligen Nachbarschaft in seinem Beisein respektlos über Kaiser Franz Joseph spricht, so verkehrt er einfach nicht mehr dieser Person. Anlässlich eines Kaisermanövers hält sich der Monarch ein paar Tage im Schloss des Grafen auf. Bald darauf liefert ein Bauernbursche aus der Umgebung eine eigenhändig aus Sandstein gehauene Büste des Herrschers beim Grafen ab. Während des Krieges verbirgt der Graf die Büste im Schlosskeller. Nach dem Kriege verlässt der Graf Lopatyny und zieht in die Schweiz, doch muss er in der American Bar in Zürich mit ansehen, wie eine Kopie der Stephanskrone entweiht wird. Daheim in Lopatyny angekommen, lässt der Graf die Büste des verstorbenen Kaisers vor seinem Schloss wieder aufstellen. Eines Tages kommt der Woiwode von Lwow, dem früheren Lemberg, auf einer Inspektionsreise durch seinen Machtbereich in Lopatyny vorbei. Er verfügt, dass die Büste nicht in Polen aufgestellt bleiben kann. Als der Woiwode fort ist, wird die Büste unter Anteilnahme der Dorfbevölkerung eingesargt und mit allen Ehrenbezeigungen beerdigt. Der Graf begibt sich hernach an die Riviera und möchte später einmal nicht in der Familiengruft bestattet werden, sondern gleich neben dem Grab mit der Büste des Kaisers.

## Zitate
„Die alte österreichisch-ungarische Monarchie starb keineswegs an dem hohlen Pathos der Revolutionäre, sondern an der ironischen Ungläubigkeit derer, die ihre gläubigen Stützen hätten sein sollen“.
„Der Glaube kann uns nicht enttäuschen, da er uns nichts auf Erden verspricht. Der wahre Gläubige enttäuscht uns nicht, weil er auf Erden keinen Vorteil sucht.“

## Rezeption
In der Novelle stellt Joseph Roth die Vergangenheit beinahe wie im Märchen dar. Er erschafft mit dem idyllischen, fern der modernen Zivilisation gelegenen Dorf Lopatyny den repräsentativen Mikrokosmos einer ideal-utopischen Vielvölkergesellschaft. Soziale oder nationale Konflikte können in dem patriarchalisch-feudalistisch strukturierten Gemeinwesen gar nicht auftreten, weil jeder seinen Stand und den des Mitmenschen akzeptiert und die Oberhoheit des Kaisers Franz Joseph respektiert.
Auf sozialpolitischer Ebene kann die Büste des Kaisers als ein Plädoyer für die Restauration der Donaumonarchie verstanden werden. Über die resignative Erkenntnis hinaus, dass Franz Joseph und sein Reich tot sind, hofft Morstin auf ihre Auferstehung. Schließlich kann der steinerne Kaiser nicht verwesen, d. h. die in ihm verkörperte österreichische Idee kann nie ungültig werden. Auf ihrer Grundlage, suggeriert Roth, ließe sich ein ganz neues Kaiserreich errichten.
Auf psychologisch-biographischer Ebene lässt sich Roth in der Gestalt des heimatlos herumirrenden Grafen Morstin wiederfinden: Er hat seinen Vater nie gekannt und sehnt sich sein Leben lang vergeblich nach Heimat und väterlicher Geborgenheit, eine Sehnsucht, die er im Exil zunehmend auf den von ihm verklärten Kaiser Franz Joseph projizierte. Gegen Ende seines Lebens bemüht er sich noch einmal um die Bewältigung seines Vater-Traumas und bestattet mit der Kaiserbüste seine „beiden“ Väter, den toten kaiserlichen und den verschollenen leiblichen, auf symbolischer Ebene persönlich.